# 喜马拉雅山柳
喜马拉雅山柳（学名：Salix himalayensis）为杨柳科柳属的植物。分布在尼泊尔、不丹以及中国大陆的西藏等地，生长于海拔2,800米至3,200米的地区，多生在山坡路旁、灌丛及山谷中，目前尚未由人工引种栽培。

## 异名
- Salix bhutanensis Flod. var. yatungensis (N. Chao) N. Chao
- Salix himalayensis (Anderss.) Flod. var. filistyla (C. Wang et P. Y. Fu) C. F. Fang